# Neoepiscardia exiguens
Neoepiscardia exiguens är en fjärilsart som beskrevs av László Anthony Gozmány. Neoepiscardia exiguens ingår i släktet Neoepiscardia och familjen äkta malar. Inga underarter finns listade i Catalogue of Life.